# Mézel (tổng)
Tổng Mézel là một tổng ở tỉnh Alpes-de-Haute-Provence trong vùng Provence-Alpes-Côte d'Azur.
Tổng này được tổ chức xung quanh Mézel ở quận Digne-les-Bains. Độ cao từ 407 m (Saint-Julien-d'Asse) đến 1 860 m (Majastres) với độ cao trung bình là 667 m.

## Hành chính
| Giai đoạn | Ủy viên       | Đảng | Tư cách |
| --------- | ------------- | ---- | ------- |
| 2004-2010 | André Laurens |      |         |

## Các đơn vị hành chính
Tổng Mézel gồm 8 xã với dân số 1 648 người (điều tra năm 1999, dân số không tính trùng)
| Xã                  | Dân số | Mã bưu chính | Mã insee |
| ------------------- | ------ | ------------ | -------- |
| Beynes              | 114    | 04270        | 04028    |
| Bras-d'Asse         | 395    | 04270        | 04031    |
| Châteauredon        | 96     | 04270        | 04054    |
| Estoublon           | 337    | 04270        | 04084    |
| Majastres           | 8      | 04270        | 04107    |
| Mézel               | 536    | 04270        | 04121    |
| Saint-Jeannet       | 38     | 04270        | 04181    |
| Saint-Julien-d'Asse | 124    | 04270        | 04182    |

## Thông tin nhân khẩu
| 1962                                                     | 1968  | 1975  | 1982  | 1990  | 1999  |
| -------------------------------------------------------- | ----- | ----- | ----- | ----- | ----- |
| 1 036                                                    | 1 128 | 1 094 | 1 158 | 1 433 | 1 648 |
| Nombre retenu à partir de 1962 : dân số không tính trùng |       |       |       |       |       |